# ポリフェム (ミサイル)

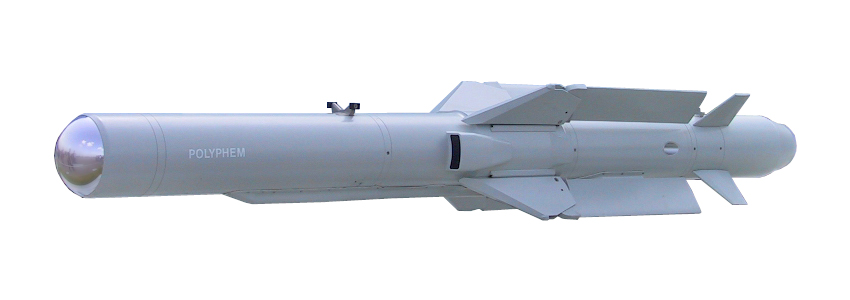
ポリフェム-エス（2002年）

ポリフェム（Polyphem）は、ヨーロッパのEADSを中心に開発されていた多目的誘導ミサイル。光ファイバーを用いた有線赤外線画像誘導方式のミサイルであり、地対地ミサイルとしての使用のほか、ヘリコプターなど低速飛行目標に対する攻撃も検討されていた。1994年より開発が進められていたが、2003年にキャンセルされている。
赤外線シーカーを先端部に有し、胴体後部に安定翼及び操舵翼を有する。初期加速には固体ロケットブースターを用いるが、巡航時はターボジェットエンジンを用い航続距離を得ている。中間誘導にはGPSまたは慣性誘導が用いられ、最終誘導時には赤外線画像誘導となる。自動目標選択も可能であるが、ミサイル経由追尾としてシーカーの画像は光ファイバー（伝送速度200MBit/s）により発射母機にも中継されるため、手動誘導などによる妨害排除も可能である。
艦載型としてポリフェム-エス（Polyphem-S）も検討されており、ブラウンシュヴァイク級コルベットに搭載し、対地のみならず対艦対空攻撃も構想にあった。

## 要目（計画値）
- 射程：最大 60km
- 飛行速度：430-650km/h
- 飛行高度：20-600m
- 重量：130kg
- 全長：2.70m
- 弾頭重量：最大20kg